# Distretto di Ordabasy
Il distretto di Ordabasy (in kazako: Ордабасы ауданы) è un distretto (audan) del Kazakistan con  capoluogo Temìrlan.